# Victoria Jiménez Kasintseva
Victoria Jiménez Kasintseva (Andorra, 9 agosto 2005) è una tennista andorrana.

## Biografia
Victoria Jiménez Kasintseva è nata ad Andorra da padre andorrano, Jiménez Guerra, e da madre russa, Julija Kasinceva. Suo padre è stato un tennista che raggiunse la 505ª posizione mondiale nel 1999. Suo fratello, Joan, gioca anche lui a tennis. Ha vissuto tre anni della sua infanzia a Kentucky negli Stati Uniti d'America, fra i quattro e gli otto anni.
Ha iniziato a giocare a tennis all'età di tre anni, e attualmente si allena a Barcellona con suo padre. Parla fluentemente spagnolo, inglese, francese e russo, oltre alla sua lingua nativa il catalano. Ammira fortemente Rafael Nadal e Petra Kvitová, giocatori mancini come lei.

## Carriera

### 2020: Prima posizione Junior
Ha debuttato nel tabellone principale in un torneo del Grande Slam all'Australian Open del 2020 a soli 15 anni (era la partecipante più giovane)  e ha vinto il titolo battendo in finale la polacca Weronika Baszak in tre set. É diventata la prima tennista andorrana a vincere un titolo Slam Junior, e la più giovane a riuscirci da Coco Gauff agli Open di Francia 2018.
Nella carriera junior, Victoria ha conquistato otto titoli in singolare e uno in doppio, raggiungendo la prima posizione del ranking il 9 marzo 2020.

### 2021-2022: Debutto nel Tour e primo quarto di finale WTA
Nel 2021 ha ottenuto una wild card per le qualificazioni dell'Australian Open venendo però eliminata al primo turno. L'anno seguente ha partecipato nuovamente alle qualificazioni entrando grazie alla posizione nel ranking, ma si è fermata al secondo turno. Alle qualificazioni dell'Open di Francia 2022 è stata subito eliminata. A fine 2023 aggiunge come allenatore, oltre al padre già presente nel suo team, Pipo Maresma, ex-coach di Rebeka Masarova.
Victoria ha fatto il suo debutto nel circuito maggiore all'età di 15 anni al Mutua Madrid Open 2021, grazie ad una wildcard per il main draw, diventando la più giovane e la prima tennista andorrana di sempre a competere nel main draw di un torneo del WTA Tour. Viene sconfitta dalla testa di serie numero 7 Kiki Bertens nel primo turno.
Dopo essere stata ripescata come lucky loser, Jiménez Kasintseva ottiene le sue prime due vittorie in un torneo WTA all'Hana Bank Korea Open 2022, sconfiggendo Chloé Paquet e l'ottava testa di serie Rebecca Marino, diventando la prima tennista andorrana di sempre a vincere un incontro WTA e a raggiungere i quarti di finale, oltre ad essere il suo primo in carriera. In questa occasione, viene sconfitta dalla prima testa di serie Jeļena Ostapenko in due set.

### 2023-2024: Prima vittoria in un WTA 1000
Riceve una wildcard per il WTA 1000 di Miami, dove viene sconfitta dalla russa Anna Kalinskaja nel primo turno in due set. Ottiene un altro invito nel 1000 di Madrid, e anche in questa occasione si trova di fronte un'altra russa Anastasija Pavljučenkova; trovandosi sotto di un set e un break, rimonta l'incontro e porta la partita ad un set pari, nel parziale decisivo recupera un altro break di svantaggio e salva tre match point consecutivi nel tiebreak, per poi sfumare a sua volta una palla match e cedere alla quarta occasione della rivale, che si aggiudica l'incontro.
Riceva una terza wildcard in quattro anni per il main draw del Mutua Madrid Open 2024, sconfiggendo al primo turno la cinese Zhu Lin in due set. Questa è la sua prima vittoria e di una tennista andorrana in un WTA 1000, la prima ottenuta nel Tour da Seul 2022 e la prima su una tennista compresa nella Top 60. Nel secondo turno raccoglie un gioco contro la testa di serie numero 12 Jasmine Paolini in appena 59 minuti di partita.

### 2025: Prime finali WTA 125
Il 30 marzo 2025, Victoria raggiunge la prima finale WTA 125 della carriera in singolare al Megasaray Hotels Open 2, giocato ad Adalia, nella quale cede alla più quotata serba Olga Danilović con il punteggio di 2-6, 3-6. L'8 giugno, raggiunge la seconda finale WTA 125 stagionale al Makarska Open, dove viene sconfitta nettamente nell'ultimo atto dalla ceca Sára Bejlek con il punteggio di 0-6, 1-6.
All'Unicredit Iași Open 2025 ottiene la sua prima vittoria nel WTA Tour in stagione e la quarta in carriera contro la giovane debuttante Giulia Safina Popa in due set. Al secondo turno viene sconfitta dall'eventuale vincitrice del torneo e testa di serie numero 7 Irina-Camelia Begu in tre set, dopo aver vinto il primo.

## Circuito WTA 125

### Singolare

#### Sconfitte (2)
| N. | Data          | Torneo                        | Superficie  | Avversaria in finale | Punteggio |
| 1. | 30 marzo 2025 | Megasaray Hotels Open, Adalia | Terra rossa | Olga Danilović       | 2-6, 3-6  |
| 2. | 8 giugno 2025 | Makarska Open, Macarsca       | Terra rossa | Sára Bejlek          | 0-6, 1-6  |

## Statistiche ITF

### Singolare

#### Vittorie (5)
| Torneo $100.000 (0) |
| Torneo $80.000 (0)  |
| Torneo $60.000 (1)  |
| Torneo $40.000 (0)  |
| Torneo $25.000 (4)  |
| Torneo $15.000 (0)  |

| N. | Data              | Torneo                                     | Superficie  | Avversaria in finale | Punteggio |
| 1. | 14 novembre 2021  | Dove Men+Care Legión, Aparecida de Goiânia | Terra rossa | Panna Udvardy        | 6–3, 7–5  |
| 2. | 23 ottobre 2022   | Loule Open, Loulé                          | Cemento     | Katarina Zavac'ka    | 6–1, 6–4  |
| 3. | 12 marzo 2023     | Women's Boca Raton, Boca Raton             | Terra verde | Whitney Osuigwe      | 6–2, 6–2  |
| 4. | 19 novembre 2023  | H-E-B Women's Pro Tennis Open, Austin      | Cemento     | Hanna Chang          | 6–0, 6–2  |
| 5. | 29 settembre 2024 | Lisboa Belém Open, Lisbona                 | Terra rossa | Guiomar Maristany    | 6–4, 6–2  |

#### Sconfitte (5)
| Torneo $100.000 (1) |
| Torneo $80.000 (0)  |
| Torneo $60.000 (2)  |
| Torneo $40.000 (1)  |
| Torneo $25.000 (1)  |
| Torneo $15.000 (0)  |

| N. | Data            | Torneo                                                      | Superficie  | Avversaria in finale | Punteggio     |
| 1. | 22 agosto 2021  | ITF World Tennis Tour Maspalomas, San Bartolomé de Tirajana | Terra rossa | Arantxa Rus          | 0–6, 1–6      |
| 2. | 9 gennaio 2022  | Bendigo International, Bendigo                              | Cemento     | Ysaline Bonaventure  | 3–6, 1–6      |
| 3. | 28 gennaio 2024 | Magic Hotel Tours, Monastir                                 | Cemento     | Carson Branstine     | 2-6, 2-6      |
| 4. | 26 maggio 2024  | Krka Open Otocec, Otočec                                    | Terra rossa | Anouk Koevermans     | 6-1, 4-6, 5-7 |
| 5. | 21 luglio 2024  | Open Araba en Femenino, Vitoria                             | Cemento     | Alex Eala            | 4-6, 4-6      |

### Doppio

#### Vittorie (1)
| Torneo $100.000 (1) |
| Torneo $80.000 (0)  |
| Torneo $60.000 (0)  |
| Torneo $40.000 (0)  |
| Torneo $25.000 (0)  |
| Torneo $15.000 (0)  |

| N. | Data           | Torneo                                                    | Superficie  | Compagna       | Avversarie in finale           | Punteggio        |
| 1. | 14 maggio 2022 | Torneig Internacional de Tennis Femení Solgironès, Bisbal | Terra rossa | Renata Zarazúa | Alicia Barnett Olivia Nicholls | 6–4, 2–6, [10–8] |

#### Sconfitte (1)
| Torneo $100.000 (0) |
| Torneo $80.000 (0)  |
| Torneo $60.000 (0)  |
| Torneo $40.000 (0)  |
| Torneo $25.000 (0)  |
| Torneo $15.000 (1)  |

| N. | Data          | Torneo                                   | Superficie      | Compagna       | Avversarie in finale                     | Punteggio |
| 1. | 13 marzo 2021 | Internationaux Féminins d'Amiens, Amiens | Terra rossa (i) | Elsa Jacquemot | Seone Mendez María José Portillo Ramírez | 4–6, 3–6  |

## Grand Slam Junior

### Singolare

#### Vittorie (1)
| Tornei del Grande Slam  |
| ----------------------- |
| Australian Open (1)     |
| Open di Francia (0)     |
| Torneo di Wimbledon (0) |
| US Open (0)             |

| N. | Data             | Torneo                     | Superficie | Avversaria in finale | Punteggio     |
| 1. | 1º febbraio 2020 | Australian Open, Melbourne | Cemento    | Weronika Baszak      | 5–7, 6–2, 6–2 |